# Спасский Староярмарочный собор
Спа́сский Староя́рмарочный собо́р — православный храм в Нижнем Новгороде. Построен в 1818—1822 годах инженером-механиком Августином Бетанкуром по проекту архитектора Огюста Монферрана в стиле русский ампир. Собор возводился как главная архитектурная доминанта Нижегородской ярмарки — крупнейшего ансамбля в русской архитектуре позднего классицизма. В 1886—1888 годах храм был реконструирован гражданским инженером Робертом Килевейном.
В храме три престола: главный — в честь Всемилостивого Спаса и Происхождения честных древ Животворящего Креста; и два в придельных алтарях: северный — в честь святого князя Александра Невского; и южный — в честь преподобного Макария Желтоводского.
Спасский Староярмарочный собор является объектом культурного наследия Российской Федерации федерального значения и ставится исследователями в один ряд с наиболее значимыми постройками русской архитектуры периода высокого классицизма. Над оформлением интерьеров собора в разное время трудились скульптор Фридолино Торичелли, архитектор Роман Кузьмин, художники Александр Ступин, Михаил Скотти, Андрей Карелин и другие.
С 1824 по 1852 год собор находился в ведении нижегородских губернских властей и ярмарочной конторы, а позже перешёл под управление епархии. В советское время храм был закрыт и использовался как склад. В 1989 году возвращён Русской православной церкви в аварийном состоянии. Реставрационные работы продолжались в течение 1990—2000-х годов. С апреля 1989 года до 12 сентября 2009 года храм являлся кафедральным собором Нижегородской епархии.

## История

### Строительство ярмарки и собора
В начале XIX столетия в Российской империи встал вопрос о переносе важнейших ярмарок из отдалённых местностей в крупные города. Идея о переводе старинной ярмарки у Макарьевского монастыря в место, более удобное для торговли, возникла в самом начале века и связана была с тем обстоятельством, что ежегодные весенние разливы Волги разрушали здания торга, как и сам берег реки, сокращая полезную площадь, в то время как потребность в последней только возрастала. Министр коммерции в 1802—1810 годах Николай Румянцев предлагал перенести ярмарку в расположенный выше по течению Волги Нижний Новгород, в подтверждение чему сохранился утверждённый императором план города от 1804 года с ярмаркой, а также сохранившийся в копии её проект петербургского архитектора Андреяна Захарова.
По неясным причинам ярмарка тем не менее оставалась в Макарьеве вплоть до 1816 года, когда из-за большого пожара были уничтожены все её строения, за исключением одного каменного корпуса. В том же году Николай Румянцев стал главным инициатором переноса ярмарки в Нижний Новгород, и в 1816—1817 годах было составлено несколько проектов её перевода в губернский город. В конце 1816 года вопрос рассматривался в Комитете министров, и для его решения по просьбе графа Алексея Аракчеева пригласили крупного специалиста в области инженерно-строительной деятельности, председателя Комитета строений в Санкт-Петербурге Августина Бетанкура, в итоге утверждённого главным строителем ярмарки. В первые годы торжище проводилось во временных балаганах, но одновременно велись сложные геодезические и гидротехнические работы для будущего капитального строительства.
Проект ярмарки был поручен архитектору Огюсту Монферрану, служившему чертёжником в Комитете строений под руководством Бетанкура. Зодчий родился в 1786 году во Франции, в 1806 году поступил в Королевскую архитектурную школу, где получал образование у известных архитекторов Шарля Персье и Пьера Фонтена, основоположников стиля ампир. В 1814 году, воспользовавшись пребыванием Александра I в Париже, Монферран преподнёс императору альбом своих проектов и получил приглашение приехать в Россию. Летом 1816 года он прибыл в Санкт-Петербург с рекомендательным письмом от друга Августина Бетанкура, парижского часовщика-инженера Абрахама-Луи Бреге. Бетанкур согласился взять Монферрана на работу, связанную с реконструкцией Исаакиевского собора. Молодой архитектор составил альбом из 24 проектов, переданный Бетанкуром Александру I. Работа впечатлила императора, и 21 декабря 1816 года Монферран был назначен придворным архитектором.

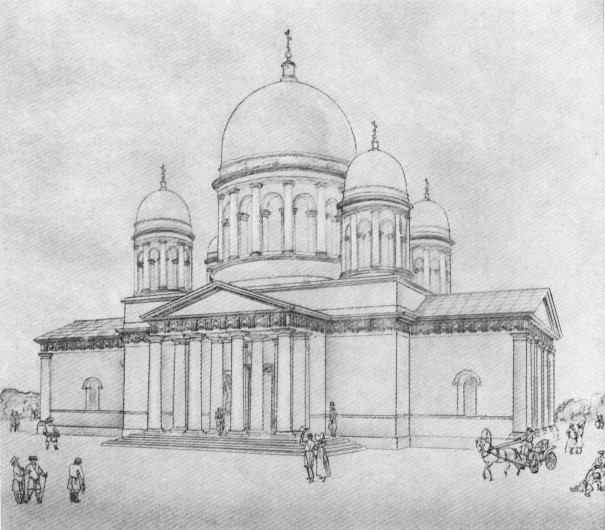
Спасский собор в 1822 году. Рисунок Огюста Монферрана

Воспитанник французской архитектурной и градостроительной школы, Огюст Монферран спроектировал Нижегородскую ярмарку как величественный ансамбль, схожий с крупнейшими градостроительными комплексами Парижа своего времени. Закладка непосредственно Спасского собора состоялась 1 августа 1818 года, а уже к лету 1822 года рабочие заканчивали отделочные работы в интерьерах. Согласно указу Святейшего Синода от 5 июля главный престол в честь Всемилостивого Спаса, происхождения Честных древ святого Животворящего Креста Господня был освящён епископом Моисеем 25 июля, через десять дней после освящения основного здания ярмарки — Главного дома. Обряд носил торжественный характер: на судах, стоявших на Волге и Оке, дали салют из пушек, а губернатор Александр Крюков устроил большой парадный обед для духовенства, дворянства, чиновничества и купечества. 1 августа были освящены престолы в придельных соборных алтарях — в честь Александра Невского на северной стороне и во имя преподобного Макария, Желтоводского и Унженского чудотворца — на южной. Тогда же был устроен крестный ход из собора к Оке для освящения воды в реке.
В связи с тем, что территория Стрелки в то время была слабо заселена, у собора не могло быть своего прихода, однако государственный масштаб Нижегородской ярмарки заставлял епархиальное руководство с особенным вниманием относиться к духовным нуждам приезжих купцов. Правительственное постановление определило: «Ярмарочная церковь, как не имеющая и не могущая иметь никакого особого прихода, не может быть обыкновенною приходскою, а потому составляет второй, кафедральный, ярмарочный губернского Нижнего Новгорода собор». Первым городским кафедральным храмом был Спасо-Преображенский собор в кремле. Ещё в 1817 году на торге по примеру полковых храмов была возведена временная деревянная церковь, существовавшая до освящения ярмарочного собора. Поскольку ярмарка действовала ограниченное время в году, причт временного храма комплектовался из кафедрального духовенства.
Устоявшимся именованием храма стало традиционное название Спасский Ярмарочный собор, хотя иногда в документах использовалось иное — Собор Всемилостивого Спаса на Нижегородской ярмарке. В 1881 году на Стрелке был освящён ещё один собор — Александра Невского, получивший полуофициальное название Новоярмарочного. Спасский же собор с того времени стали называть Спасский ярмарочный (старый) собор, или просто Староярмарочный собор.
По указу Святейшего Синода от 5 июля 1822 года заведовало собором и отправляло в нём богослужение во время проведения ярмарок нижегородское кафедральное духовенство. В 1823 году братией собора была составлена первая генеральная опись имущества храма.

### Собор в гражданском ведении
В 1824 году решился вопрос о заведовании собором и его имуществом. Указом Святейшего Синода от 3 мая он был передан в ведение нижегородского губернатора. Синод решил, поскольку собор был выстроен за казённый счёт, то и хозяйство его, как и забота о внешнем и внутреннем украшении, должны лежать на государстве. Ответственными за храм стали губернатор и ярмарочная контора. Соборным старостой назначался директор конторы, а ему в помощь от купечества избирался помощник. Вместе с причтом они должны были заботиться о церковных доходах, отчитываться о них, делать доклад губернатору. Епархиальному начальству полагалось лишь сообщать о положении дел.
В причт собора были определены: протоиерей, дьякон, дьячок, пономарь и два звонаря. Во время проведения ярмарок священнослужение в соборе отправляло всё кафедральное духовенство города, а также архиерейские певчие. Собор получил статус приписного к кафедральному Спасо-Преображенскому в Нижнем Новгороде и именовался просто соборной церковью. Из его доходов не отбирались суммы на епархиальные нужды, шедшие на покупку церковных вещей, утвари и прочие расходы. Ремонт собора производился из средств казны, как и ремонт иных зданий комплекса Гостиного двора, за счёт процентного сбора с купечества за аренду торговых помещений.
Таким образом, собор перешёл в гражданское ведение и в течение 1824—1852 годов управлялся последовательно шестью нижегородскими губернаторами: Александром Крюковым (по 1827 год), Николаем Кривцовым (1827—1828), Иваном Храповицким (1829), Илларионом Бибиковым (1829—1831), Михаилом Бутурлиным (1831—1843) и Михаилом Урусовым (1843—1852). В 1826 году с северной стороны от собора, ближе к обводному каналу, была выстроена тёплая Казанско-Богородичная церковь, получившая название в честь внесённой в храм Николаем Румянцевым иконы Божией Матери Казанской. Над церковью была выстроена колокольня со шпилем. В то же время был построен дом для соборного причта, с временными покоями для архиерея, кафедрального духовенства и архиерейских певчих.
Сведений об особом попечении о соборе первых четырёх губернаторов не сохранилось, в отличие от последних двух. При генерал-майоре Михаиле Бутурлине для храма было приобретено большое количество весьма дорогих вещей из утвари и для ризницы. В 1831 году в соборе был перестроен пол, устланный чугунными плитами, в связи с чем главный престол был вновь освящён 25 июля того же года. При Бутурлине же храм был украшен новой живописью по штукатурке.
Князь Михаил Урусов, назначенный на должность губернатора 3 декабря 1843 года, проявил особую заботу о внутреннем убранстве храма, улучшении в нём ризницы. При нём же был установлен новый иконостас, простоявший до начала XX века, а также изготовлены иконостасы для придельных алтарей. В противоположность заботе об украшении интерьера храма губернатор мало внимания уделял прочности здания самого собора и зданий при нём. Со временем, из-за весенних разливов, собор ветшал и покрывался опасными трещинами, как и здания, приписанные к храму.

### Переход собора из гражданского в епархиальное ведение

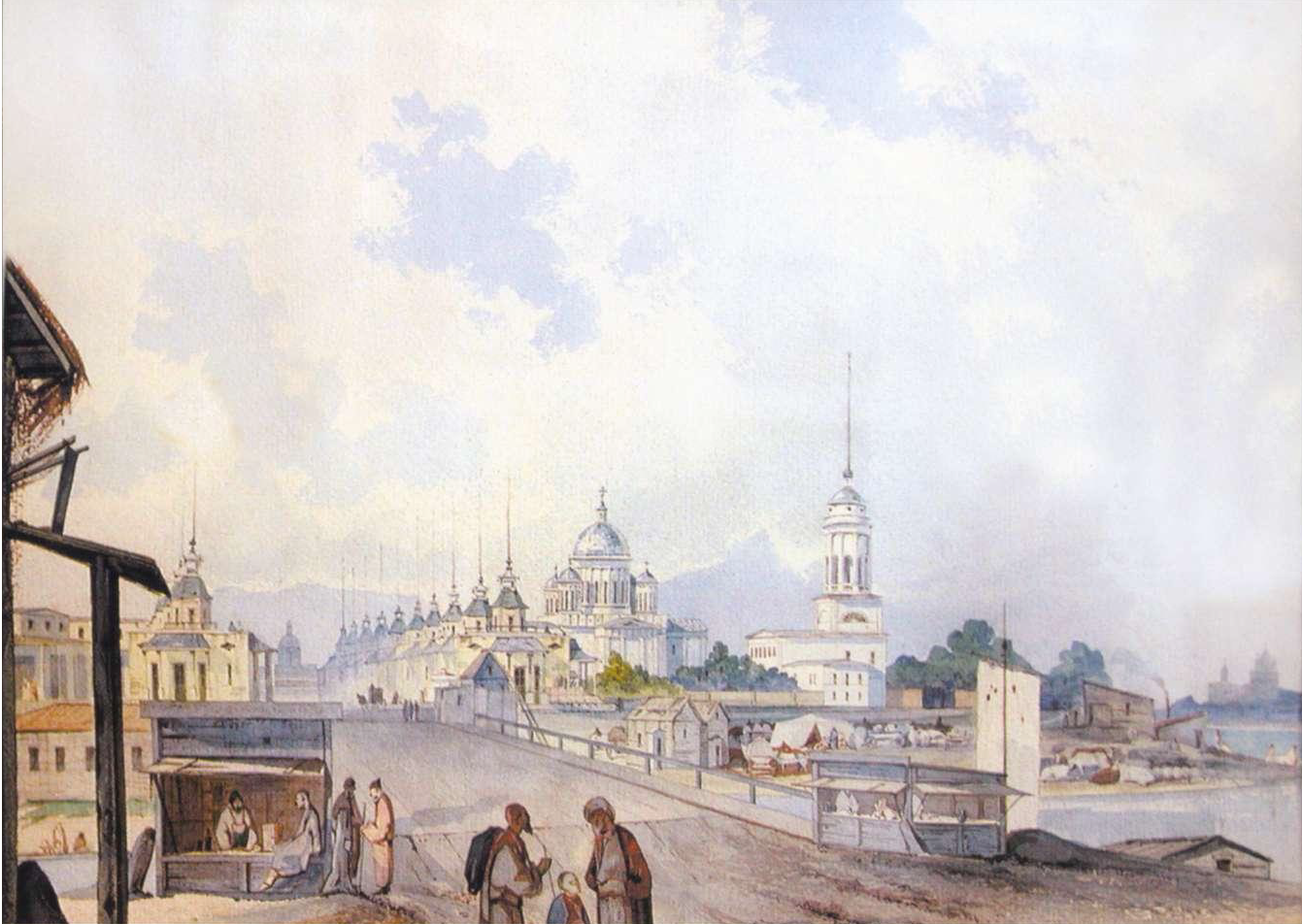
Ярмарочный собор, акварель В. П. Рыбинского, 1852 год

С мая 1851 года епископ Иеремия затеял тяжбу с губернским начальством об изъятии собора из гражданского ведения в епархиальное. Более полутора лет епископство находилось без главы, поскольку архиепископ Иаков с 1849 года был присутствующим в Священном Синоде, а после его смерти в 1850 году ещё восемь месяцев новый глава не назначался. Прибыв в Нижний Новгород епископ Иеремия обнаружил в нижегородской пастве и при архиерейском доме непорядки. Особенно непонятны ему было сложившееся положение дел со Спасским собором, и он решил подчинить храм и его духовенство власти епархии.
Прежде всего епископ отозвал с ярмарки старшее духовенство и архиерейских певчих. После указал губернатору на недостатки и непорядки в обстановке собора и его келейной в ярмарочном соборном доме. Обо всём этом Иеремия донёс Святейшему Синоду, который решил, что заведование Спасским собором было поручено гражданскому начальству лишь на время, и поэтому указом от 10 мая 1852 года фактически предписывалось изъять собор из гражданского ведомства.
Последующие годы своего пребывания на кафедре, в 1852—1859 годы, Иеремия потратил на бюрократическую переписку и пререкания с гражданским начальством по поводу перехода собора в епархиальное ведомство, по приёму церковных зданий, церковного хозяйства и о деньгах на ремонт зданий, поскольку губернское начальство отказало в выделении казённых средств. В это время храм ветшал и продолжал страдать от весенних разливов Оки и Волги. Так и не решив окончательно вопрос о переходе собора в епархиальное ведомство, губернатор Урусов и епископ Иеремия покинули свои должности — первый был назначен на высший пост, а последний удалился на покой в нижегородский Печерский монастырь.

### Собор в епархиальном ведении
С 1859 года прекратились споры между епархиальным ведомством и губернским начальством по поводу передачи собора из одного ведомства в другое. Храм окончательно перешёл в ведение епархии. По причине многолетних споров собор был передан в ветхом состоянии, ветшали и соборный дом с церковью-колокольней, а деревянные службы при доме окончательно сгнили. Хотя за храмом закрепилась репутация богатого по доходам собора, уже в 1860-х годах обнаружилось, что он был практически лишён средств к существованию. Финансовое положение поддерживалось только за счёт помощи ярмарочного старшины, купечества и личных пожертвований от соборных старост.

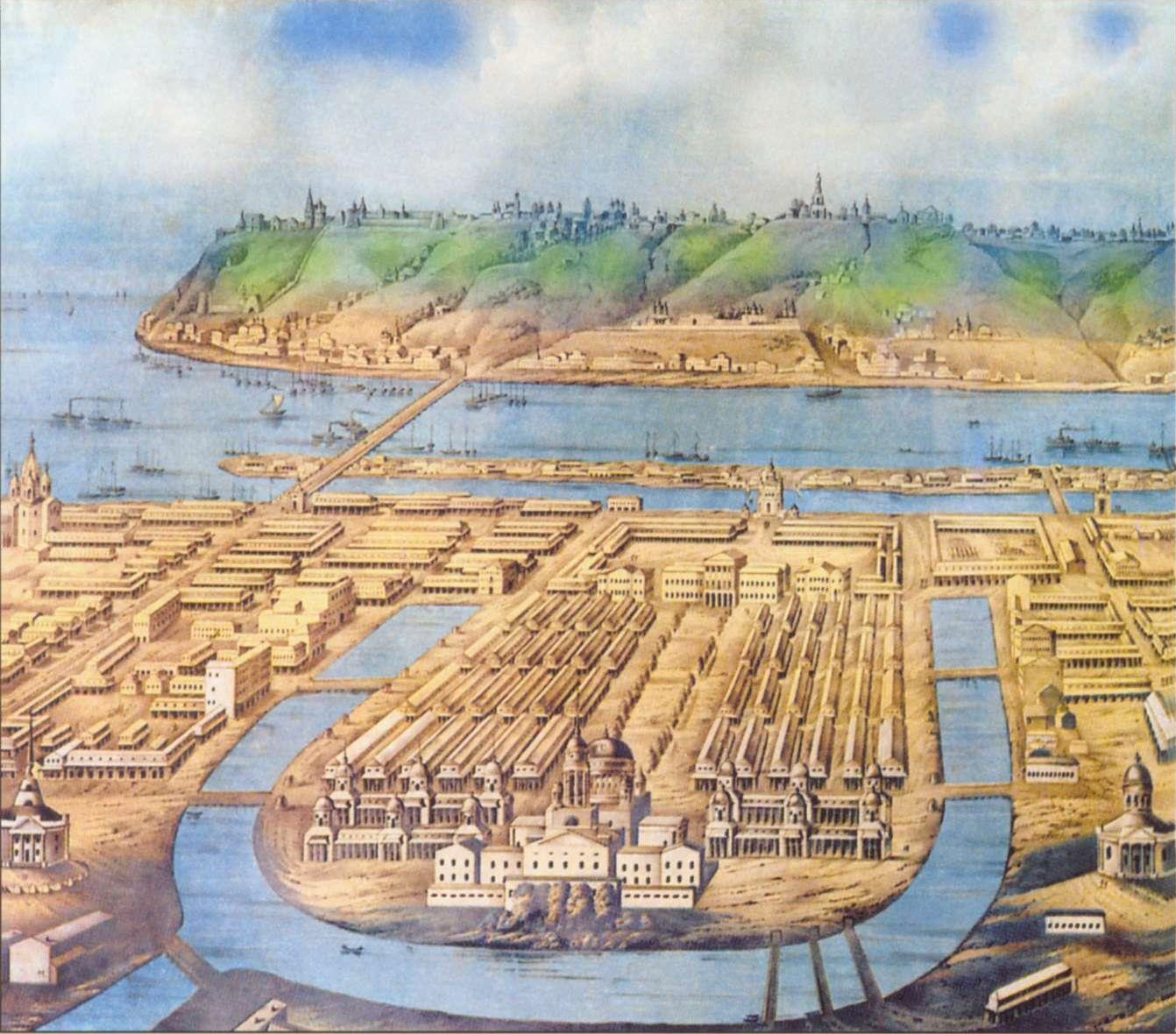
Панорама Нижегородской ярмарки, цветная литография П. Потёхина, 1869 год

В 1860—1864 годах протоирей собора Стефан Добротворский и помощник соборного старосты купец Измаил Вяхирев, из династии купцов Вяхиревых, добились от епархии выделения средств на ремонт. Работы были выполнены по смете ярмарочного архитектора Николая Фельдта к 15 октября 1865 года. К ярмарке 1866 года, во время которой ожидалось прибытие наследника Александра Александровича и великого князя Владимира Александровича, Измаил Вяхирев на собственные средства украсил собор изнутри и снаружи. С 1860 по 1868 год церковный староста купец Пётр Петрович Боткин, из династии купцов Боткиных, и Измаил Вяхирев пожертвовали в собор множество ценных вещей. Опять же Измаил Вяхирев добился строительства при соборном доме новых каменных служб.
В 1868—1881 годах причт собора во главе с новым протоиереем Порфирием Владимирским церковного, старостой Петром Боткиным и его помощником Измаилом Вяхиревым окончили дела, затеянные Стефаном Добротворским: были достроены каменные службы при соборном доме и сооружены парадные ризницы. В 1873 году была капитально отремонтирована крыша собора.
30 июля 1873 года ставится вопрос о капитальном ремонте здания собора. Причт и Измаил Вяхирев сообщали епископу Поликарпу: «Стены ярмарочного Собора, на которых утверждены малые главы, по углам дали трещины; особенно много из них пострадала стена западная, которая дала трещину шириной не менее как в два пальца и сильно выпятилась наружу. Такие повреждения в Соборе произошли оттого, что сваи, на которых утверждён Собор, стали гнить, от упадка воды в обводном канале, или от другой причины, нам неизвестной». Далее следовала просьба назначить комиссию для осмотра собора и пригласить с этой же целью ярмарочного архитектора Илиодора Хворинова. Хворинов отказался взяться за капитальный ремонт собора. Была отремонтирована только западная, самая ветхая, стена.

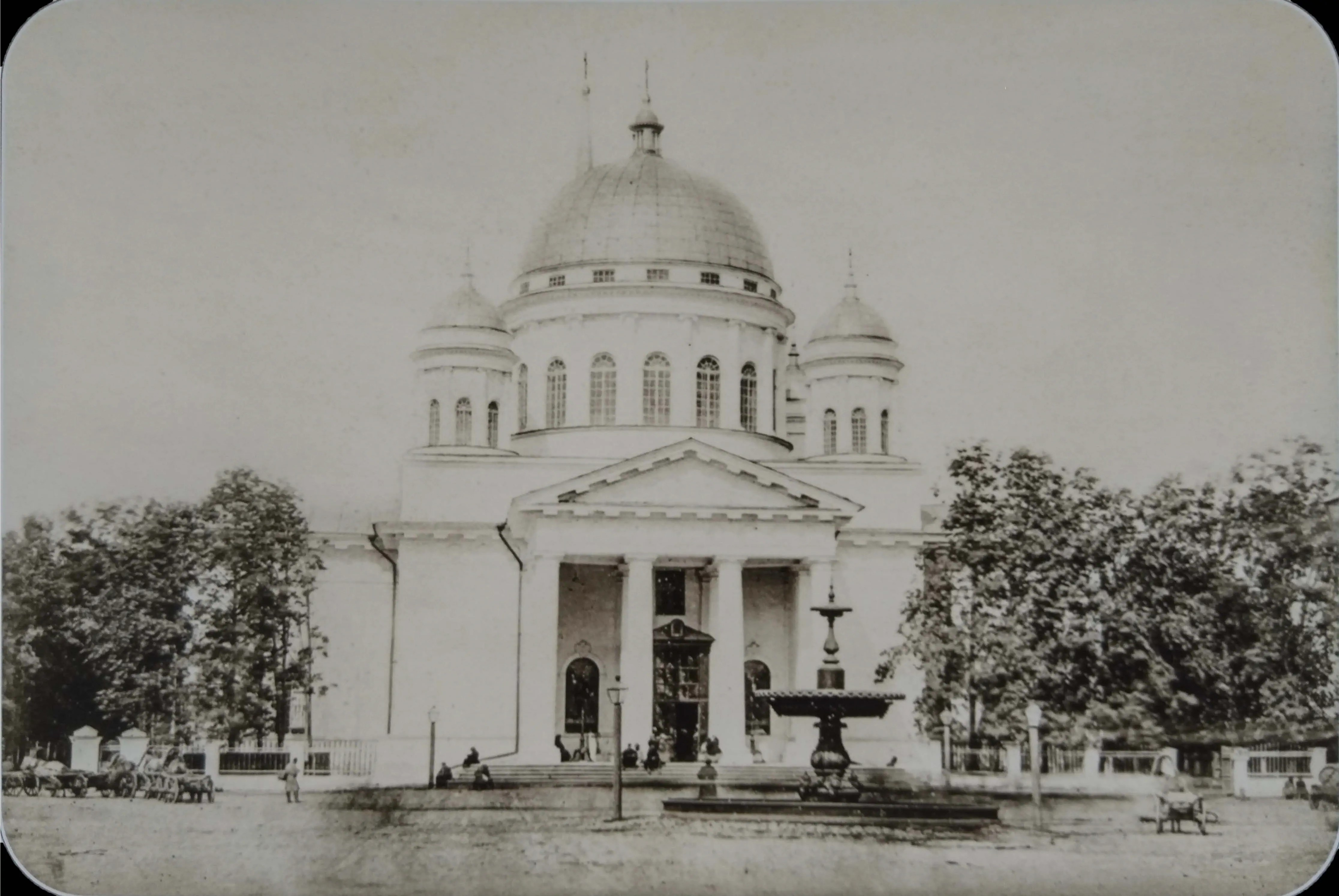
Собор в 1875 году, до реконструкции

В августе 1881 года Порфирий Владимирский был переведён в кафедральный Спасо-Преображенский собор, а на его место заступил протоирей Михаил Востоков. В том же году на ярмарке был освящён Александро-Невский собор, куда купечеством был избран на должность церковного старосты Измаил Вяхирев. Не пожелал без Вяхирева служить при Спасском соборе церковным старостой и купец Пётр Боткин. Тогда соборным старостой был избран московский купец Дмитрий Расторгуев, а в помощники ему — нижегородский купец Тимофей Ремизов. В 1885 году Ремизов умирает, и вместо него купечество избирает нижегородского виноторговца Александра Долгова.
В 1882 году причт начал переписку с начальством о капитальном ремонте собора, однако в следующем году случился пожар в Казанско-Богородичной церкви и соборном доме. Ремонт зданий был проведён к марту 1884 года под надзором ярмарочного архитектора Николая Иванова. После исправления соборных зданий причт вернулся к вопросу о ремонте самого собора. В 1885 году губернатор Николай Баранов личным распоряжением пригласил в Нижний Новгород для освидетельствования собора профессора архитектуры Эрнеста Жибера, оставившего такой отзыв о состоянии здания: «хотя Собор и весьма близок к разрушению, но простоит ещё это лето, так как минувший разлив рек Волги и Оки был очень слаб и не затопил фундаментальной части его, но по всей вероятности, при первом большом разливе весенних вод, здание Собора рухнет».
Губернатор предложил закрыть собор для посещения и запретить отправление богослужений. 18 августа 1885 года епископ Модест писал губернатору, что со своей стороны он «вполне согласен с мнением гг. техников, изложенном в двух протоколах и акте особой Комиссии о безотлагательной необходимости фундаментальной перестройки старого ярмарочного Собора, с полной его разборкой». Вопрос сохранения ансамбля периода русского классицизма в то время не ставился. Председатель Московского архитектурного общества Николай Никитин высказал мнение о необходимости сноса собора, поскольку его архитектура не соответствовала вкусам того времени: «Постройка собора иноземная, в так называемом псевдоклассическом стиле, господствовавшем тогда вследствие презрения к русскому и полного его неведения. …Иноземные формы храма должны смениться русскими». Однако купечество, особенно московские купцы, торговавшие в центре ярмарки, в Гостином дворе, воспротивилось сносу Спасского собора. По этой причине купечество нашло архитектора, способного, не разбирая старое здание, исправить его недостатки. Данным архитектором являлся прославленный нижегородский гражданский инженер Роберт Килевейн.
В сентябре Килевейн начал исследование фундамента собора посредством раскопок и буровых скважин. Одновременно начались сборы пожертвований на ремонт. Первым пожертвовал на собор крупную сумму в 75 тыс. рублей наследник городского головы Губина Александр Кузнецов. В феврале сообщалось, что Роберт Килевейн нашёл способ спасти собор от разрушения: с помощью подводок обратных арок под главные несущие точки и выкладки такими же арками всего фундамента. Строительные работы велись до 30 сентября 1886 года под руководством Петра Бойцова.

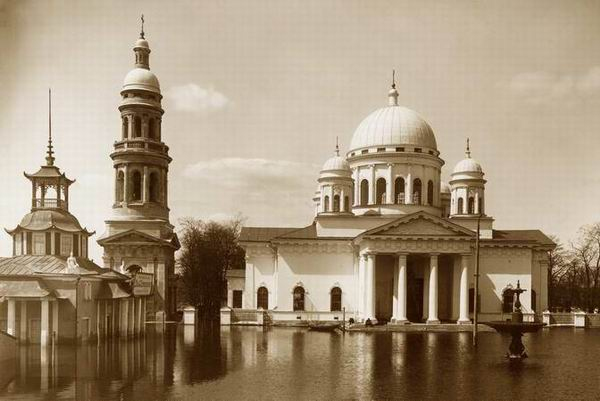
Староярмарочный собор и новая колокольня. Начало XX века

В течение 1886—1888 годов был создан новый фундамент из кирпича-железняка, скреплённого при кладке и выштукатуренного по стенам портландским цементом, перестроен подвал собора, поднят выше новый пол из тарусского мрамора, стены надложены сверху большими белыми камнями, переложены заново портики. Для откачки весенних вод установлена паровая пожарная машина. По предложению Килевейна были перестроены приделы. Капитально отремонтированный собор был освящён заново 20 июля 1888 года. 24 июля был освящён придел Александра Невского, а 31 июля — Макарьевский придел.
В 1899 году появилась угроза разрушения и падения на храм стоящей рядом церкви-колокольни. При строительных работах был сделан проект её реставрации, однако тот факт, что она представляла собой интересный памятник в классицистическом стиле, не был принят во внимание. Было принято решение разобрать колокольню и выстроить её на новом месте, при этом последнее было выбрано не на планировочной оси собора, а перед его западным фасадом, что разрушило симметрию всего ансамбля. Тем не менее близость Спасского собора потребовала от архитекторов Павла Малиновского и Ермингельда Мичурина создать новое здание стилистически схожим с архитектурой храма. Новая колокольня была отстроена к 1906 году.

### Советский период
После Октябрьской революции советское правительство проводило атеистическую политику. Храмы изымали у верующих, предметы культа уничтожались, а священство зачастую подвергалось репрессиям. Большое количество храмов было уничтожено, однако некоторые из них, имевшие культурно-историческую ценность, передавались в ведение музейных органов. Спасский собор был отнесён к первой категории охраняемых памятников, однако его иконостас и церковная утварь были уничтожены.
В 1922—1929 годах Нижегородская ярмарка ещё проводилась, имела достаточно большие обороты торговли, приобрела всесоюзный характер и стала центральным рынком по торговле кустарными изделиями. В 1928 году здание Спасского собора сдали в аренду военному ведомству под размещение продовольственного склада. Соборная колокольня была сломана, а остальные здания храмового комплекса отданы под размещение квартир. 6 февраля 1930 года было принято правительственное постановление о ликвидации ярмарки, ставшее одним из последних шагов по ликвидации политики НЭПа.
В 1920—1930-е годы большинство зданий бывшей ярмарки были отданы под жильё, и вскоре здесь образовался район трущоб. Из культовых зданий сохранились только Спасский и Александро-Невский соборы. В 1940—1950-е годы ярмарка служила своеобразной «каменоломней» для вновь возводимых жилых зданий. С 1970-х годов её район стал зоной крупной градостроительной реконструкции в связи с замыслом по переносу городского центра из исторической верхней части города на левый берег Оки. Со временем территория вокруг собора была застроена типовыми пятиэтажными домами, а храм оказался на периферии новой градостроительной композиции.

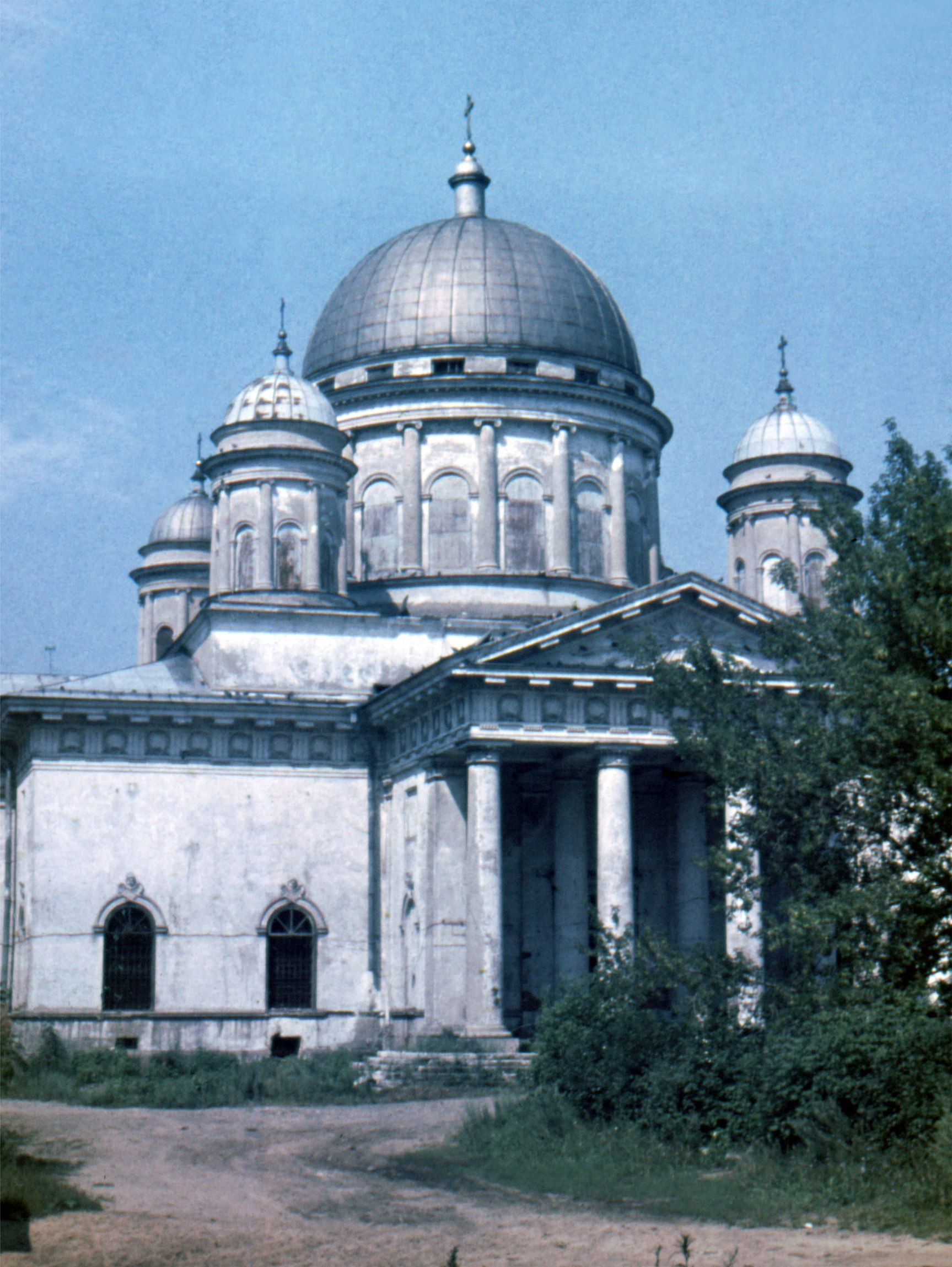
Состояние собора в советское время, около 1985 года

В 1977 году на горьковскую кафедру был назначен митрополит Николай. В тот период в городе действовало всего три православных храма — Спасо-Преображенская церковь в Старых Печёрах, кафедральная Троицкая церковь в Высокове и Спасо-Преображенская церковь на Карповке, не вмещавшие всех верующих, однако попытки открыть новый приход оказывались неудачными. Только в период «перестройки» власти пошли навстречу митрополиту. Областной Совет народных депутатов в решении от 16 ноября 1988 года постановил передать пустовавший храм верующим. Собор был возвращён епархии 24 апреля 1989 года.
Собор был передан церкви в очень плохом состоянии: по воспоминаниям очевидцев, здание находилось в полуразрушенном виде, стяжки внутри собора были распилены, главный купол разваливался, а в стенах зияли большие трещины. Епархия сразу принялась за восстановительные работы. В интервью газете «Горьковский рабочий» архиепископ Николай отмечал: «Наш собор очень похож на Исаакиевский собор в Ленинграде, к сожалению, за последние полвека он утратил былую красоту и представляет весьма убогое зрелище… Мы намерены восстановить его в первозданном виде, согласуясь со всеми историческими документами».
В 1989 году архиепископ учредил специальный «церковно-реставрационный» совет, члены которого занимались поиском информации о храмах, попавших в список подлежащих реставрации, но прежде всего, Спасского собора. Основные восстановительные работы предполагалось закончить в том же году. Согласно архивным фотографиям, уже тогда начался ремонт интерьеров, а также была обнаружена большая храмовая икона Спаса Нерукотворного. В апреле собор получил статус кафедрального, и несмотря на ремонтные работы, в храме сразу возобновились богослужения по субботам и воскресеньям.

### Современный период

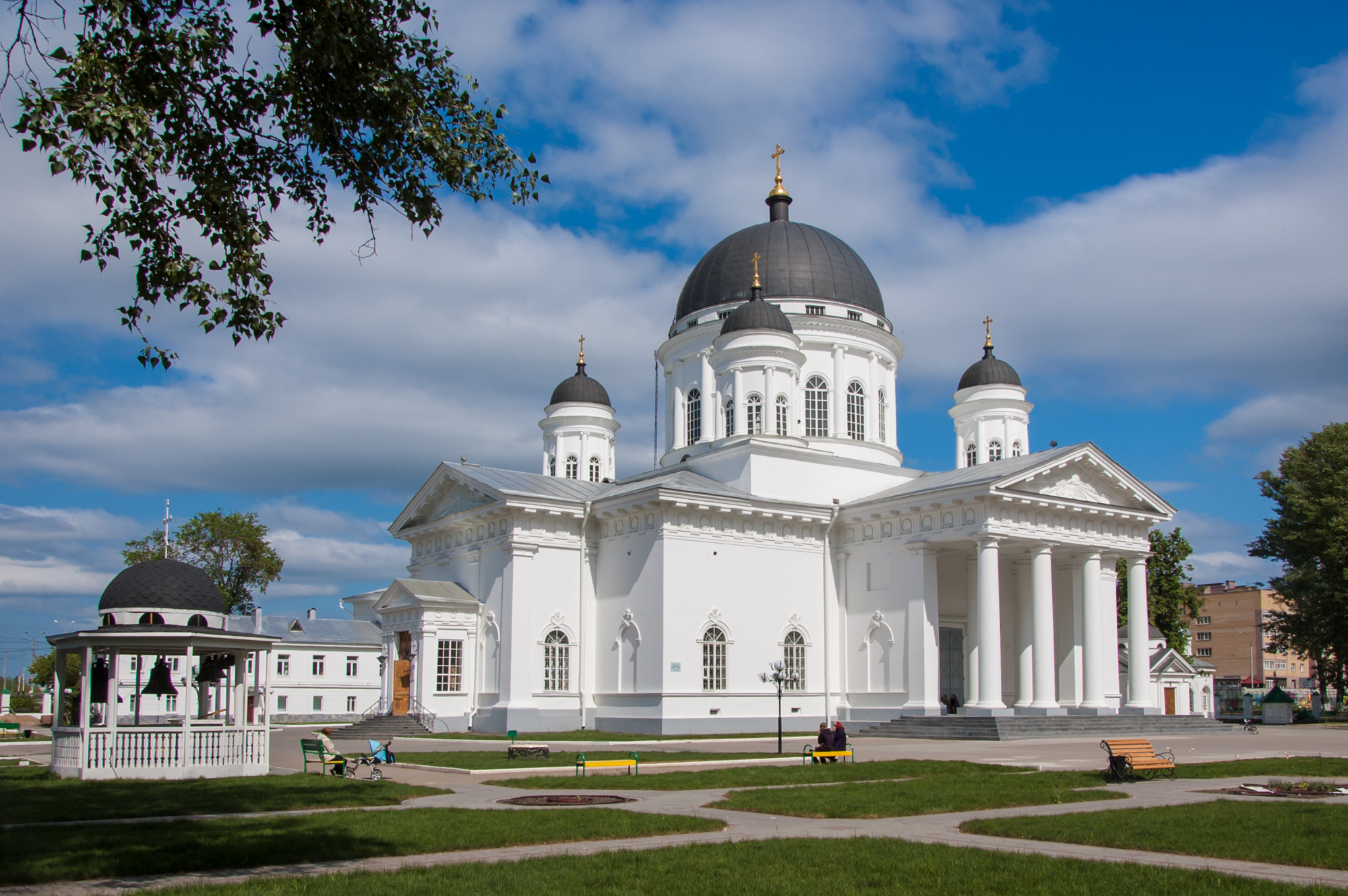
Собор в 2010 году

Строительные и реставрационные работы по восстановлению собора продолжались длительное время, в течение 1990—2000-х годов.
Митрополит Нижегородский и Арзамасский Николай (Кутепов) скончался 21 июня 2001 года. Прощание с владыкой проходило в Спасском соборе. Тело митрополита было захоронено вблизи придельного алтаря в честь Макария Желтоводского. По благословению епископа Евгения в 2002 году над могилой усопшего была устроена часовня.
Преемники Николая на нижегородской кафедре, архиепископ Евгений и митрополит Георгий, продолжили труды по восстановлению Спасского собора. Так, реставрационные работы по восстановлению иконостаса были завершены только в ноябре 2005 года.
12 сентября 2009 года Спасский собор уступил статус кафедрального второму ярмарочному храму — Александро-Невскому Новоярмарочному собору, к тому моменту более соответствовавшему званию главного храма епархии: последний, будучи третьим по высоте собором в России, являлся главной архитектурной доминантой Стрелки и вмещал большее количество прихожан.

## Архитектура

### Собор в ансамбле ярмарки
Основной замысел архитектурного ансамбля Нижегородской ярмарки по первому проекту 1804 года принадлежал Андреяну Захарову. В проекте планировки выделялись три части: большая площадь с Главным домом; 48 торговых корпусов, с проходящей посредине улицей шириной 21 метр; и церковь, определявшая главную композиционную ось комплекса Гостиного двора. Монферран, взявшись за собственный проект, отталкивался от разработок Захарова, повторив общую композиционную ось с сохранением количества и размеров почти всех зданий, но также внёс значительные изменения.
Особое внимание архитектора привлекла соборная площадь, которая только намечалась в проекте Захарова. Монферран решил отвести собору роль единственной доминанты ярмарки, придав зданию мощный и величественный силуэт. Сохранившиеся многочисленные эскизы и варианты фасадов зданий ярмарки свидетельствовали о стремлении зодчего придать ярмарочному центру архитектурно-композиционную целостность, что просматривалось в желании увязать фасады и планы различных зданий между собой, а особенно административных корпусов и собора.

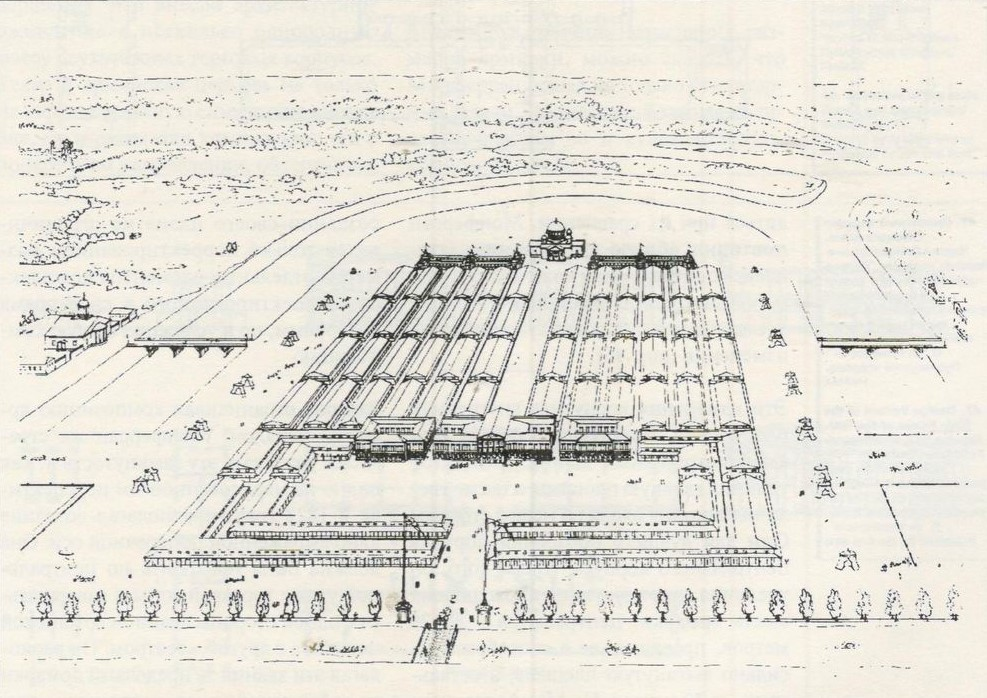
Общий вид Гостиного двора и ярмарки, рисунок Огюста Монферрана, 1822 год

При разработке общей композиции Захаров и Монферран ориентировались на главные архитектурные ансамбли Франции XVIII — начала XIX века. В ярмарочном генеральном плане отразились планировочные принципы Тюильрийского сада, Марсова поля и площади Согласия в Париже. Планировка последней имела много общего с композицией ярмарки, особенно в приёме завершения улицы культовым зданием. В расположении собора в ансамбле отразился опыт Монферрана при постройке церкви Мадлен, выступавшей завершением улицы, выходящей с площади Согласия. Оба храма объединяла общая ситуация на местности — завершение протяжённой улицы культовым зданием; расстояние, с которого храм виден в простреле улицы; общая пропорциональная схема.
Главную композиционную ось ансамбля составляли административные корпуса, Спасский собор и три разнохарактерные площади. Данная ось начиналась флагштоками на берегу Оки и заканчивалась собором, а расстояние между ними было около 800 метров. Собор, высотой 39 метров, выполнял роль главной вертикальной доминанты. Вся композиция ярмарки завершалась квадратной в плане площадью перед Спасским собором. К площади вела главная улица, выполненная в виде своеобразного широкого бульвара в 29 метров в ширину, протянувшегося на 445 метров. Улицу замыкали, соответственно, Главный дом и собор. Соборную площадь, размером 61 на 73 метра, фланкировали здание храма и четырёх Китайских рядов. Все три площади на главной оси ярмарки были объединены Монферраном в единое композиционное целое с доминирующим объёмом собора, что наглядно демонстрировалось в перспективах, выполненных архитектором в 1822 году.

### Проектирование собора

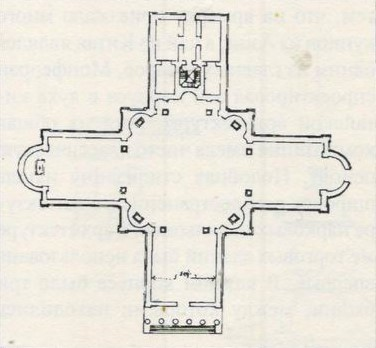
Рис. 1. Первоначальный эскиз плана собора

Проектирование собора, как и всей ярмарки, проходило в течение 1818 года. В проектных чертежах храм именовался церковью святого Макария. Выполнение проекта Спасского собора совпало по времени с проектированием Монферраном Исаакиевского собора в Санкт-Петербурге, что могло поспособствовать некоторой схожести их внешнего вида. Если при выполнении проекта Исаакиевского собора архитектор был вынужден учитывать план уже существовавшего здания, то в ярмарочном проекте смог осуществить совершенно иной замысел: собор представлял собой постройку с правильным крестообразным планом и пирамидальным силуэтом. Соборы имели схожие композиционные построения, только столичный храм был несколько вытянут по главной оси. При сравнении перспективного изображения Исаакиевского собора Монферрана от 1820 года с аналогичным рисунком Спасского собора заметно, что они схожи по выбору точки обозрения и силуэту. Проектируя Спасский собор, зодчий впервые использовал такие приёмы, как центричность композиции и пирамидальность силуэта, которые позже стали требовать от него при проектировании Исаакиевского собора. Тем не менее Монферран смог добиться полностью центричной композиции только в проекте ярмарочного собора.
В многочисленных эскизах Монферран отрабатывал наиболее лаконичное решение композиции собора, начиная с общих объёмно-пространственных характеристик и заканчивая архитектурными деталями интерьера и фасадов. Поиски общей композиции проявились уже в первоначальном варианте плана, по которому храм представлял собой центрическую постройку с большим подкупольным пространством и четырьмя приделами. Чертёж фасада первого варианта не сохранился, но на основании плана (рис. 1) здание должно было быть увенчано крупным куполом, приподнятым над основным объёмом, в углах центрального квадрата помещены полуциркульные ниши, а вход со стороны торговой части отмечен шестиколонным портиком.

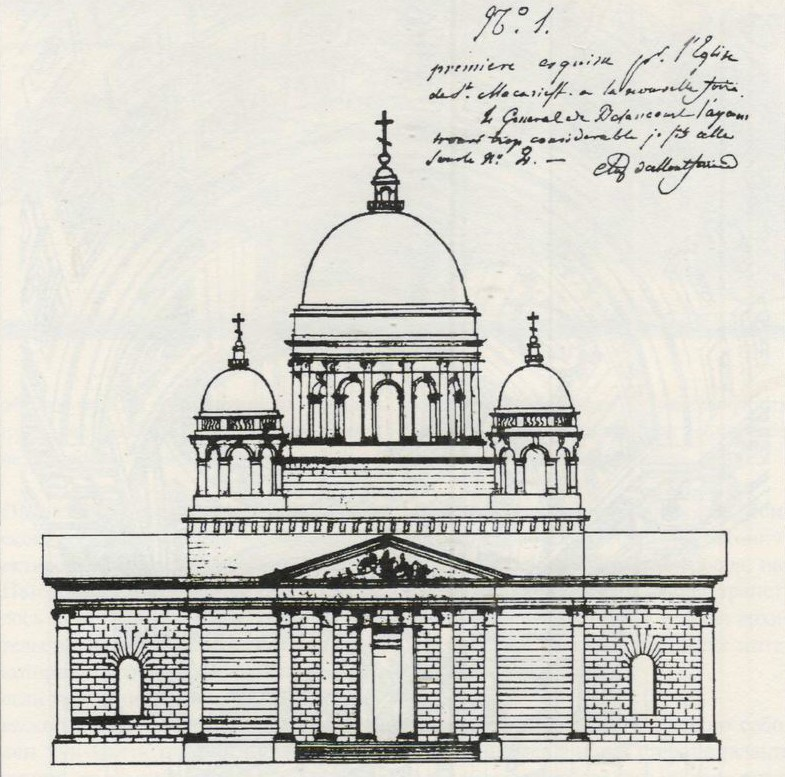
Рис. 2. Второй эскиз фасада собора

Ещё один чертёж, показывавший другой вариант фасада, содержал запись на французском языке, сделанную самим архитектором: «Генерал Бетанкур нашёл его значительно красивее, чем эскиз № 2». Таким образом, взаимоотношения главного строителя ярмарки Августина Бетанкура и архитектора Монферрана были корректными и тактичными. Архитектор принимал во внимание мнение опытного строителя Бетанкура и прислушивался к его советам. Августин Бетанкур со своей стороны давал советы по проектированию: в первоначальном эскизе ярмарочного собора центральная глава показалась ему чересчур крупной. Монферран переработал фасад, на эскизе которого собственноручно приписал: «Поскольку генерал Бетанкур нашёл её слишком значительной, то я сделал эскиз № 2. Де Монферран».

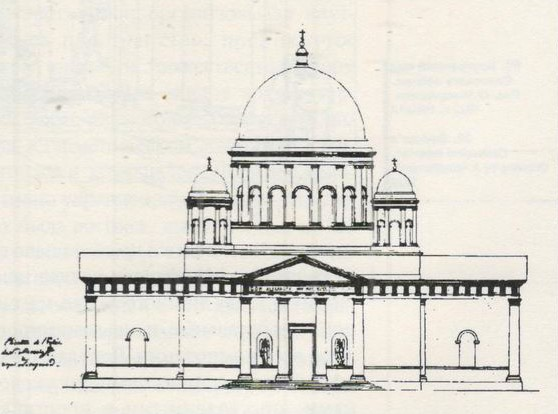
Рис. 3. Конечный эскиз фасада собора

По второму чертежу (рис. 2) план собора стал более компактным: объёмы боковых притворов значительно уменьшились, храм получил пять глав, центральная из которых стала доминирующей ротондой, а в простенках высоких окон барабанов появились колонны ионического ордера. Архитектор избрал для куполов не форму полусфер, а вытянутых эллипсов, учитывая перспективные натурные сокращения. Стены первого этажа в данном варианте были обработаны рустом, на фоне которых эффектно смотрелся шестиколонный портик ионического ордера. Схожий ордер был применён и на барабане центральной главы.
Сохранился ещё один чертёж фасада храма (рис. 3), близкий к окончательному варианту собора, отличавшийся более контрастным сочетанием масс центрального и боковых барабанов глав, при этом все барабаны украшались ионическими колоннами. На стенах нижнего яруса уже отсутствовал руст. Завершением основного объёма выступал антаблемент с триглифами, а шестиколонный портик заменён на четырёхколонный. В целом собор в этом варианте получал более монументальное архитектурное построение.

### План, композиция, стиль

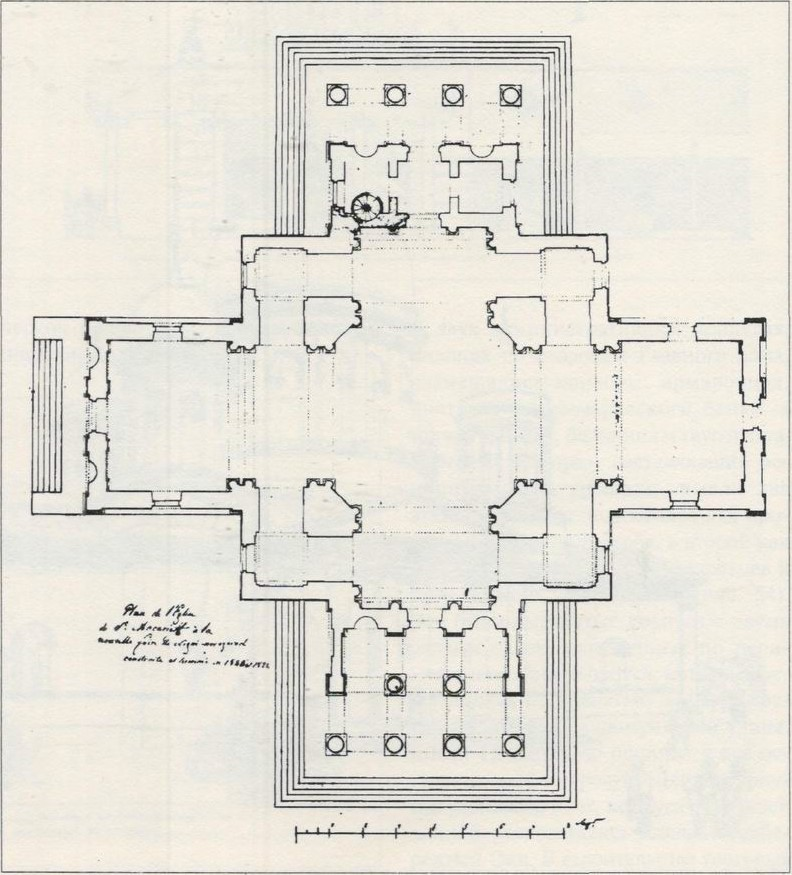
План собора, 1822 год

Центрическая композиция Спасского собора основывалась на квадратном плане 25 на 25 метров с тремя притворами и алтарём. План собора был крещатым: к главному квадратному основанию по четырём сторонам света были пристроены прямоугольные, выполненные в индивидуальной манере объёмы. В восточном объёме расположен главный алтарь, в западном — крытый вход с двумя окнами и крыльцом, а северный и южный оформлены портиками с дополнительными входами.
Храм представляет собой характерное для русского ампира здание и отличается чистотой и гармоничностью композиционного построения. Центрическая композиция с чётким крестообразным планом ставит сооружение в один ряд с наиболее значимыми постройками русской архитектуры периода высокого классицизма.
Перспектива Спасского собора 1822 года показывала общую целостность композиции, гармоничное сочетание малых и центральной глав, а также роль портика в общем построении фасадов. Портик выделял не главный западный фасад, а южный, который выходил на торговую часть (на главную улицу ярмарки). Архитектор учитывал все особенности расположения собора в ансамбле и поставил здание таким образом, чтобы оно наиболее гармонично воспринималось со стороны торговой зоны.
При сравнении с проектировавшимся Монферраном Исаакиевским собором можно обнаружить общее для двух построек стремление к традиционному классицистическому пирамидальному силуэту, значительно обогащённому за счёт завершения пятью полусферическими куполами. Монферран спроектировал центральную главу более массивной, чем малые, за счёт чего она стала доминировать во всей композиции. Подобная композиция, основанная на соединении крестового объёма и ротонды, занимающей центральное положение, относится к одному из типов храма-ротонды, получившего распространение в русской архитектуре в конце XVII — начале XVIII столетий. Всплеск строительства подобных сооружений пришёлся на 1810—1830-е годы и был связан в первую очередь с тем, что Российская империя в 1808 году выкупила право на ремонт рухнувшего от пожара купола Храма Гроба Господня. Всенародный сбор средств привлёк большое внимание к ротондам и впоследствии к их массовому использованию в строительстве.
Применённый в архитектуре Спасского собора тип храма-ротонды представляет собой пример классицистической чистой ротонды, поднятой на своеобразный подиум. Сам объём ротонды в таком виде может не прочитываться в экстерьере здания, но так как внутреннее пространство, связанное с нецентральными элементами интерьера (нефами или конхами), выстраивается вокруг вертикальной оси вращения, то зрительное восприятие складывается по центробежной модели. В таком случае центром восприятия пространства становится основная подкупольная часть, акцентированная вторым светом. Схожее структурно-композиционное построение в нижегородской архитектуре имел арзамасский Воскресенский собор, построенный по проекту архитектора Михаила Коринфского.
Пропорциональное построение фасадов собора Монферран создавал на приёмах подобных и вписанных квадратов и вписанных правильных треугольников. В квадрат вписывались фасады притворов, а основной объём собора по фасаду образовывался двумя квадратами. Опять же квадрат был положен в основу взаимосвязи четверика основного объёма с центральной главой. Пропорции малых глав по фасаду также имели пропорции квадратов. В итоге по фасадам храм имел чёткое пирамидообразное построение, основанное на использовании геометрии квадрата и правильного треугольника.
Спасский собор стал первой пятикупольной постройкой в классицистическом стиле в нижегородской архитектуре. Огюст Монферран в своих теоретических работах положительно отзывался о традиционной для русской архитектуры пятикупольной композиции храма, считая схему из одного большого купола и четырёх равновеликих малых куполов наиболее предпочтительной. В пятикупольных храмах архитектора привлекали «живописность силуэта, разнообразие художественных особенностей, основанных на контрастных сочетаниях высот и объёмов». После завершения строительства Спасского собора в городе вскоре было построено ещё несколько подобных сооружений: собор Крестовоздвиженского монастыря (1823), Успенский военный собор (1827), Алексеевская церковь Благовещенского монастыря (1834) и другие. Образ Спасского собора, как идеально выстроенного классического здания столичного уровня, оказал влияние не только на ансамбль ярмарки, но стал образцом для подражания в архитектуре Нижнего Новгорода.
В период реконструкции 1886—1888 годов собор расширили за счёт пристройки новых помещений по углам основного объёма, а также переложили заново карнизы с портиками, что несколько исказило первоначальный вид архитектурного сооружения.

### Декоративное оформление

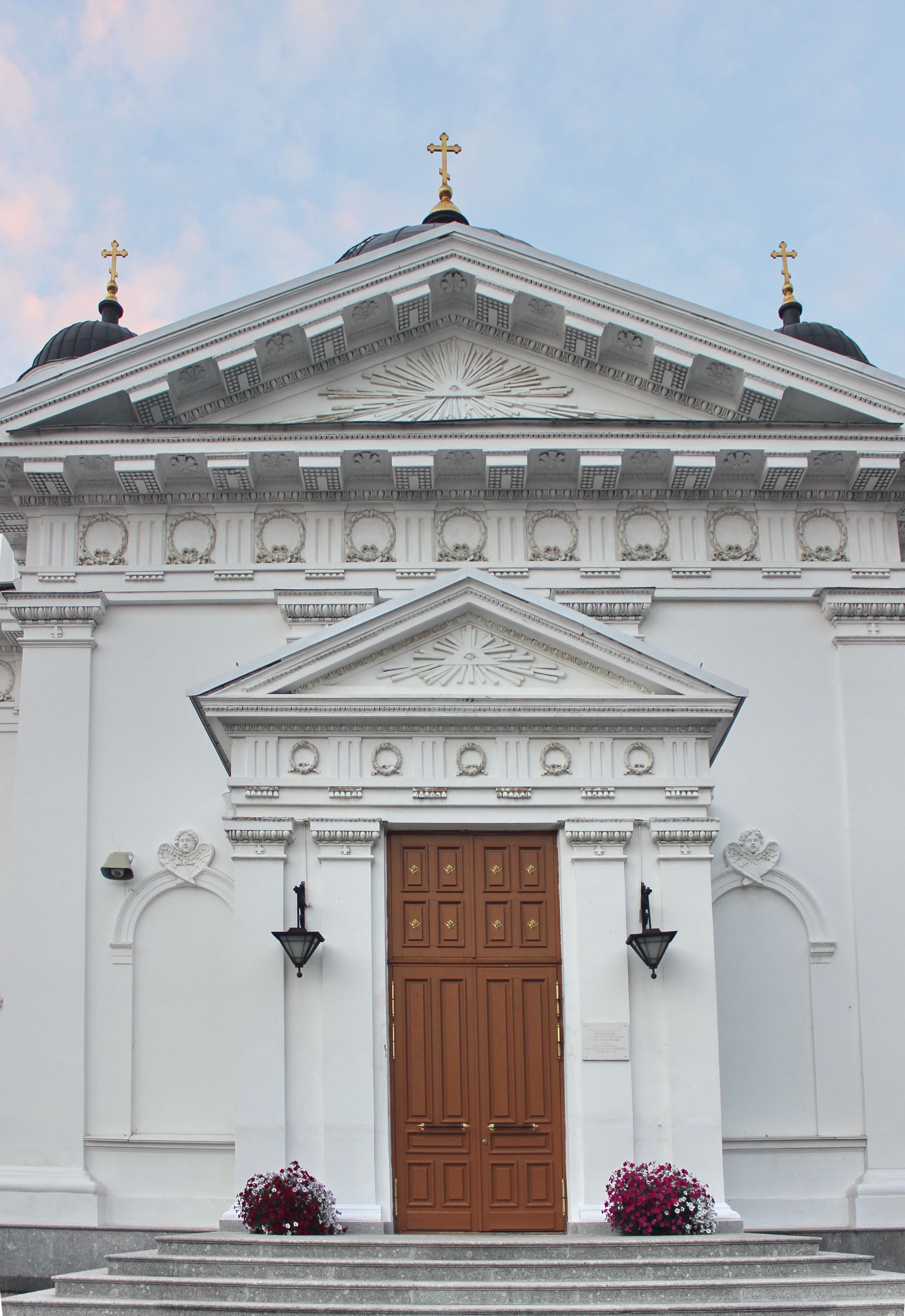
Оформление главного западного входа

Экстерьер собора был оформлен характерными для ампира деталями в духе древнеримского зодчества. Центральный купол храма украшен шестнадцатью полуколоннами с капителями ионического ордера, установленными между шестнадцатью большими и шестнадцатью малыми окнами, малые купола — восемью полуколоннами того же ордера между восемью окнами. На куполах покоятся небольшие главки с яблоками и золочёными крестами.
Непосредственно от четверика по четырём сторонам собора тянутся треугольные фронтоны. Объёмы алтаря и притворов украшены пилястрами. С севера и юга здание оформлено портиками. Изначально обращённый к торговым корпусам парадный южный притвор имел не только четырёхколонный портик, но и за ним по центру ещё две отдельно стоящие колонны римского дорического ордера. Северный притвор имел только четырёхколонный портик дорического ордера. Восточная алтарная часть и западный притвор были оформлены уже только пилястрами, что придавало собору ярко выраженное индивидуальное архитектурно-художественное решение.
Стены собора покрыты штукатуркой по цементу и побелкой. Во фронтонах, на карнизах и в иных местах расположены орнаменты и гипсовые фигуры, также покрытые побелкой.

### Интерьер

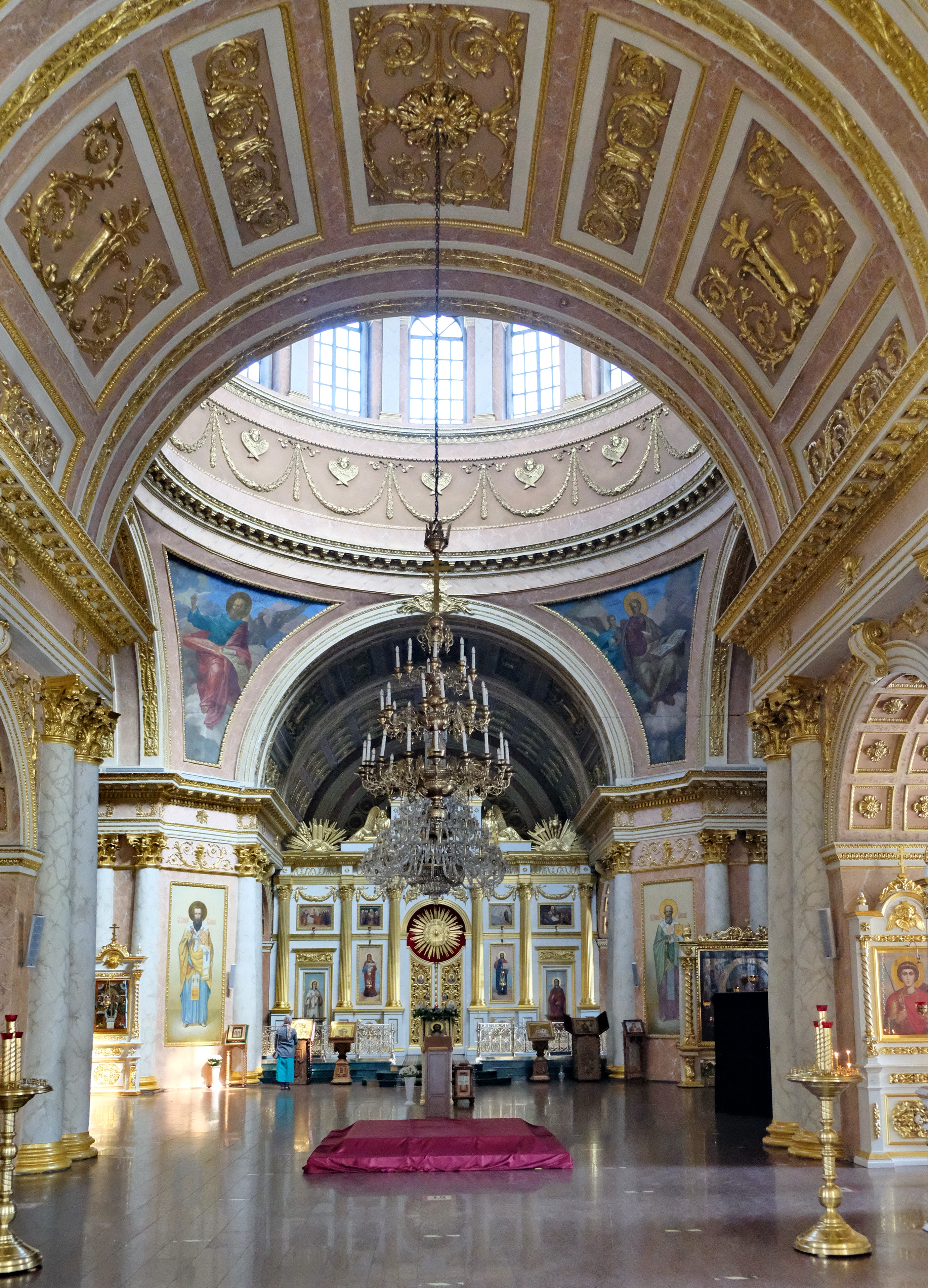
Интерьер

При проведении проектных работ Спасского собора Огюст Монферран проявил себя с новой стороны, как зрелый мастер интерьера. Судя по сохранившимся теоретическим трудам архитектора, большое значение для него имело идейное содержание культовой архитектуры, вопрос наполнения храма религиозным содержанием без противоречия его функциональной сущности. Монферран видел решение в органичном соединении архитектуры и изобразительных искусств, полагая, что «зодчий должен развить в себе понимание живописи и скульптуры: тогда он будет лучше воспринимать нетленную идею, вложенную в архитектуру здания».
Внутреннее пространство собора было проникнуто «духом чистых и торжественных форм классицизма», а обилие архитектурных форм, лепного орнамента гармонично сочеталось с живописью и завершалось мощным куполом, имевшим обильное декоративное оформление. Большие окна мощных барабанов глав позволили максимально использовать верхний свет, по причине чего особое внимание было обращено на проработку лепного убранства: украшенный кессонами с розетками и обильной лепниной свод центрального нефа опирался на широкий выносной пояс-антаблемент, который зрительно опирался на приставные колонны. Праздничный вид интерьеру придавали пастельная гамма окраски стен и сюжетная роспись парусов средокрестия и пилонов. Тонко прорисованные коринфские капители пилястр и иные декоративные детали интерьера — яркий пример строгой архитектуры 1820-х годов. Все модели лепных изделий и орнаментов для собора были специально выполнены санкт-петербургским скульптором и декоратором Фридолино Торичелли.
Композиция внутреннего пространства опиралась на конструктивную схему здания: центральное подкупольное пространство было организовано четырьмя массивными пятиугольными в плане столпами, соединёнными между собой четырьмя большими арками. Со стенами столпы были связаны восемью меньшими полукруглыми сводами. Изнутри световые барабаны куполов и стены собора были уставлены приставными полуколоннами и пилястрами с капителями коринфского ордера. Все арки, своды и карнизы покрывали геометрические и растительные лепные орнаменты.

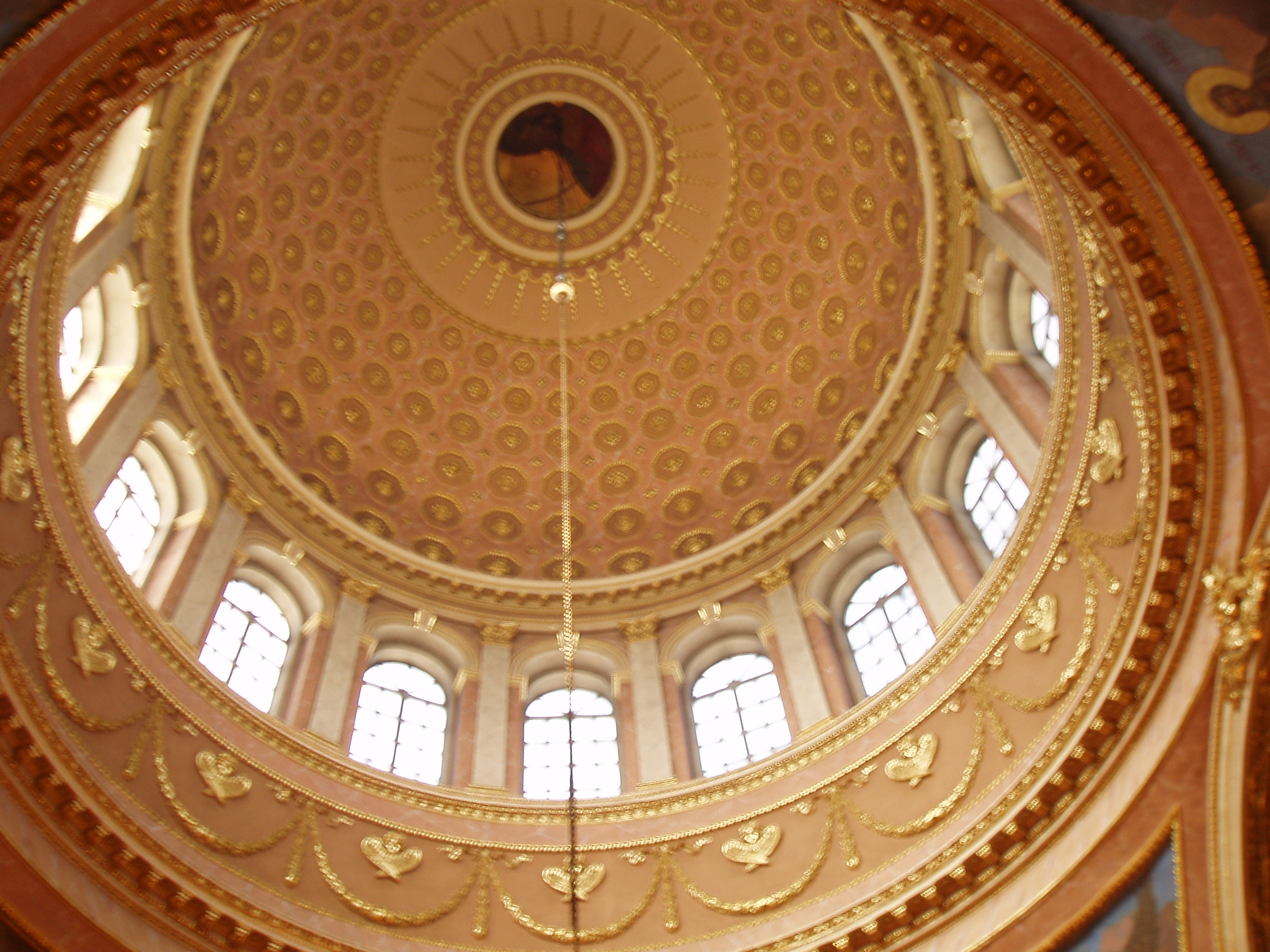
Большой купол собора

При строительстве собора организация его внутреннего пространства имела свои особенности. По воспоминаниям первого соборного псаломщика Ивана Соколова, Бетанкур и Монферран, как иноверцы, считали, что божественную литургию можно совершать на одном и том же престоле неоднократно за день, вследствие чего пространство главного алтаря и святого престола получило возвышенное, удлинённое к востоку пространство. В свою очередь, для придельных алтарей не было предусмотрено отдельного места. По сторонам же, под малыми куполами, предусматривались особые помещения, пониженные относительно солеи главного алтаря на три ступени: с севера — для сосудохранительницы; с юга — для ризницы.
Недостатки в организации внутреннего пространства открылись уже в процессе строительства собора, и для того чтобы удовлетворить необходимость проведения хотя бы двух литургий ежедневно, из-за большого количества прихожан в период проведения ярмарки, указанные помещения под малыми куполами были переделаны в придельные алтари. Под размещение ризницы и церковной утвари приспособили помещения под кровлей северного фронтона. Вследствие этого придельные алтари были отделены от главного перегородками, их пространство было тёмным и тесным, отсутствовали клиросы, из-за чего пение клира и певчих производилось перед солеями, среди молящихся. Исправить эти недостатки после строительства управлявшие собором губернские власти уже не могли.
Придельные алтари собора были перестроены в 1886—1888 годах, по предложению Роберта Килевейна. Их пространство было продлено выступом вперёд, а уровень поднят вровень с высотой солеи главного алтаря. Теперь все три алтаря располагались симметрично по линии главного алтаря, но придельные длиной уступали главному, чтобы не нарушать крестообразный план собора. В период этой перестройки также были обновлены орнаменты внутреннего убранства и выстелены новые полы из тарусского мрамора.

#### Роспись и стенная живопись
Стены собора были украшены как росписями по штукатурке, так и живописными полотнами, написанными масляными красками на холстах (живопись неоднократно поновлялась из-за сырости в весенние разливы). Первоначально росписи в соборе выполнили мастера Арзамасской школы живописи Александра Ступина — единственного крупного художественного центра своего времени в обширном регионе, включавшем Нижегородскую губернию и примыкавшие к ней уезды Пензенской, Симбирской и Тамбовской губерний. Спасский собор расписывался в 1821—1823 годах, о чём сохранился благодарственный «Аттестат» за работы, проведённые в соборе, подписанный губернатором Крюковым и выданный Ступину 11 сентября 1823 года. Росписи собора включали образ Саваофа в центральном куполе, изображения четырёх евангелистов на парусах, «Тайную вечерю» над алтарём, фигуры святителей на столбах.
В типичном для Арзамасской школы ключе за основу по репродукционным гравюрам были взяты работы западноевропейских мастеров: образы евангелистов были заимствованы из произведений итальянского живописца XVII века Доменикино, а «Тайная вечеря» восходила к знаменитой композиции Леонардо да Винчи. В работе непосредственное участие приняли сам Ступин и его сын Рафаил, преподававший в школе после обучения в Академии художеств. Среди учеников Ступина, работавших в храме, был и Кузьма Макаров, впоследствии открывший свою частную школу в Саранске.
К началу XX века в интерьерах собора имелось тридцать живописных полотен, установленных на стенах. Из всех картин в изначальном виде сохранились только восемь: две с изображениями преподобного Макария, две — Александра Невского, а также князя Владимира, Преображения Господня и праведных Аарона и Мельхиседека. Остальные же были исправлены в 1859 году, как отмечалось, «неумелой рукой». На иконе преподобного Макария сохранилась подпись неизвестного автора: «Писал Изидор Нейгас».
В главном алтаре собора находились три живописные иконы, написанные на полотнах и заключённые в резные золочёные рамы: Снятия Спасителя с Креста, Богородицы и крестителя Иоанна. В самом соборе, справа по стенам, располагались изображения: преподобного Макария, святителя Алексия, другая икона преподобного Макария, Преображения Господня и первосвященника Аарона. Слева по стенам: князя Александра Невского, князя Владимира, другая икона Александра Невского, Успения Пресвятой Богородицы, праведного Мельхиседека. На четырёх соборных столпах — святителей Николая Мирликийского, Василия Великого, Григория Богослова и Иоанна Златоуста.
В центральном куполе сохранилась роспись с изображением Господа Саваофа. Полотно с «Тайной вечерей» располагалось в восточной арке, в главном алтаре; в западной арке, над входом — Моление о чаше; в северной арке, над входом — Рождество Христово; в южной арке, над входом — Воскресение Христово. На парусах под главным соборным куполом помещались четыре иконы: апостолов Матфея, Марка, Луки и Иоанна Богослова.
В 1898 году академик художеств Андрей Карелин выполнил росписи плафонов малых куполов собора. В юго-восточном куполе было помещено изображение Господа Саваофа; в северо-восточном — Господа Вседержителя; в юго-западном — Святого Духа в виде голубя; в северо-западном — «Всевидящего Ока Божия».

#### Иконостасы

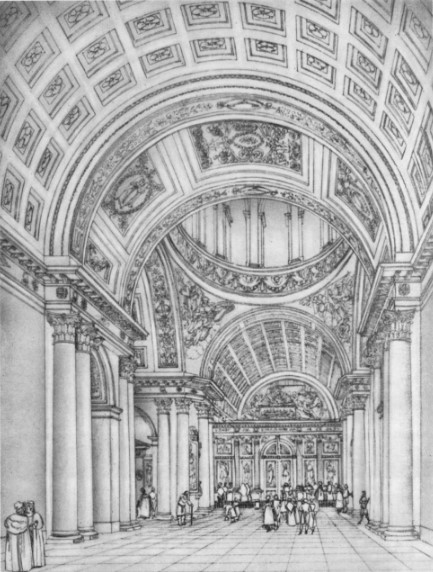
Интерьер собора, рисунок Огюста Монферрана, 1822 год

При постройке особое место в интерьере собора занимал резной иконостас, архитектурные формы которого перекликались с интерьером. Он был выполнен скульптором Торичелли по модели и чертежам самого Огюста Монферрана. Основная часть иконостаса была покрыта краской молочного цвета, пьедесталы — светло-зелёной, имитирующей мрамор; карниз, багеты и резьба — позолочены «на полимент». Иконостас имел царские врата посередине и две двери по бокам. По сторонам от царских врат располагались две местные иконы — Спасителя и Богоматери. Выше местных икон и дверей в рамах располагались образы: справа — Рождества Христова и Воскресения Господня; слева — Рождества Богородицы и Богоявления Господня. Вверху по центру, в сиянии, находился образ Вечери Господней, обрамлённый резными фигурами ангелов. Первоначальные придельные иконостасы были выполнены в той же манере, но без резьбы.
Иконы в главном иконостасе были написаны в итальянском стиле, из-за чего купцы отказывались ставить свечи перед местными иконами. 26 января 1836 года было открыто дело об установке в соборе нового иконостаса. Ярмарочное купечество изъявило желание установить вместо действующего новый бронзовый иконостас, с иконами греческого письма. Первопричиной называлось желание выразить благодарность покойному императору Александру I, снизившему на 30 % плату с купечества за право торговать в Гостином дворе. Дело о сооружении нового иконостаса затянулось на 15 лет, было составлено по меньшей мере три проекта. Представленный императору Николаю I проект московского вольнопрактикующего архитектора Подъячева был отвергнут как неправильный. Впоследствии императорское одобрение получил проект архитектора Андрея Штакеншнейдера, оказавшийся неподходящим к интерьерам собора, а позже утверждённый проект Василия Стасова не был выполнен из-за дороговизны.
В 1836 году решить вопрос взялся и сам император Николай I, посетивший в том году ярмарку и обративший внимание на бедность соборного иконостаса. Губернскому архитектору Ивану Ефимову было дано поручение составить новый проект иконостаса, соответствующий стилю и величию Спасского собора. Тем не менее вопрос не решался до 1844 года, когда губернатор Урусов дал наставление купцу Николаю Ремизову, ответственному за сооружение, на составление нового проекта, в соответствии с пожеланиями императора. Ремизов заказал проект архитектору Роману Кузьмину. В 1846 году Николай I утвердил проект нового иконостаса с 28 образами, кроме местных. Написание икон было заказано академику художеств Михаилу Скотти, но не в греческом, как того желало купечество, а в итальянском стиле, что более соответствовало общему виду собора. Новый иконостас был изготовлен и установлен в 1847 году. После установки главного иконостаса, в период до 1851 года, губернатор Урусов также организовал установку новых придельных иконостасов.

##### Иконостас главного алтаря

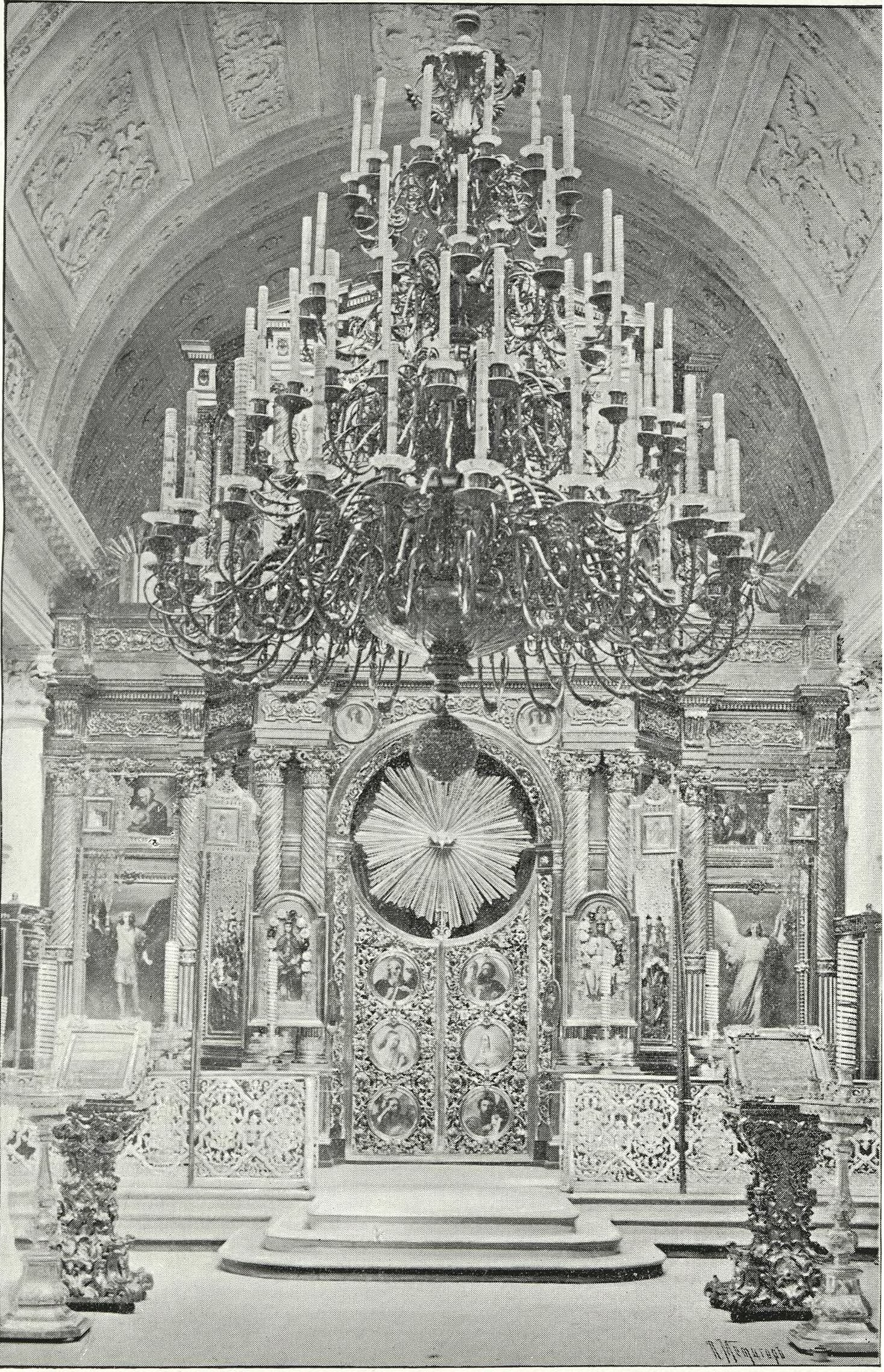
Главный иконостас 1847 года, спроектированный архитектором Романом Кузьминым. Утрачен в советское время

Роман Кузьмин спроектировал иконостас таким образом, что с перспективы западного входа он напоминал диадему греческих цариц. Сооружение, имевшее ризалит и арочный проём над царскими вратами, было вырезано из липы в мастерской санкт-петербургского резчика Скворцова. Царские врата к нему были выполнены уже в 1892 году, вместо старых. Весь иконостас был вызолочен червонным золотом: по резьбе — «на полимент»; по фонам — «на мордан». Украшали иконостас два яруса витых колонн с капителями, нижние из которых были более массивными.
Все иконы, за исключением четырёх местных, были написаны в итальянском стиле Михаилом Скотти на полотнах или крепком картоне. На царских вратах были помещены круглые образа: Благовествующего Архангела Михаила, Божией Матери, евангелистов Иоанна Богослова, Матфея, Марка и Луки.
На северной двери художник написал Архангела Михаила, поражающего демона, на южной — Архангела Гавриила. Во втором ярусе, по сторонам сияния царских врат: изображения Ангела со скрижалями ветхого завета и Ангела с чашей новозаветной. На заворотах справа: образы преподобного Макария и Воздвижения Креста Господня; слева — образы Александра Невского и Рождества Пресвятой Богородицы. Над сиянием царских врат был размещён образ «Тайной вечери» с подписью художника.

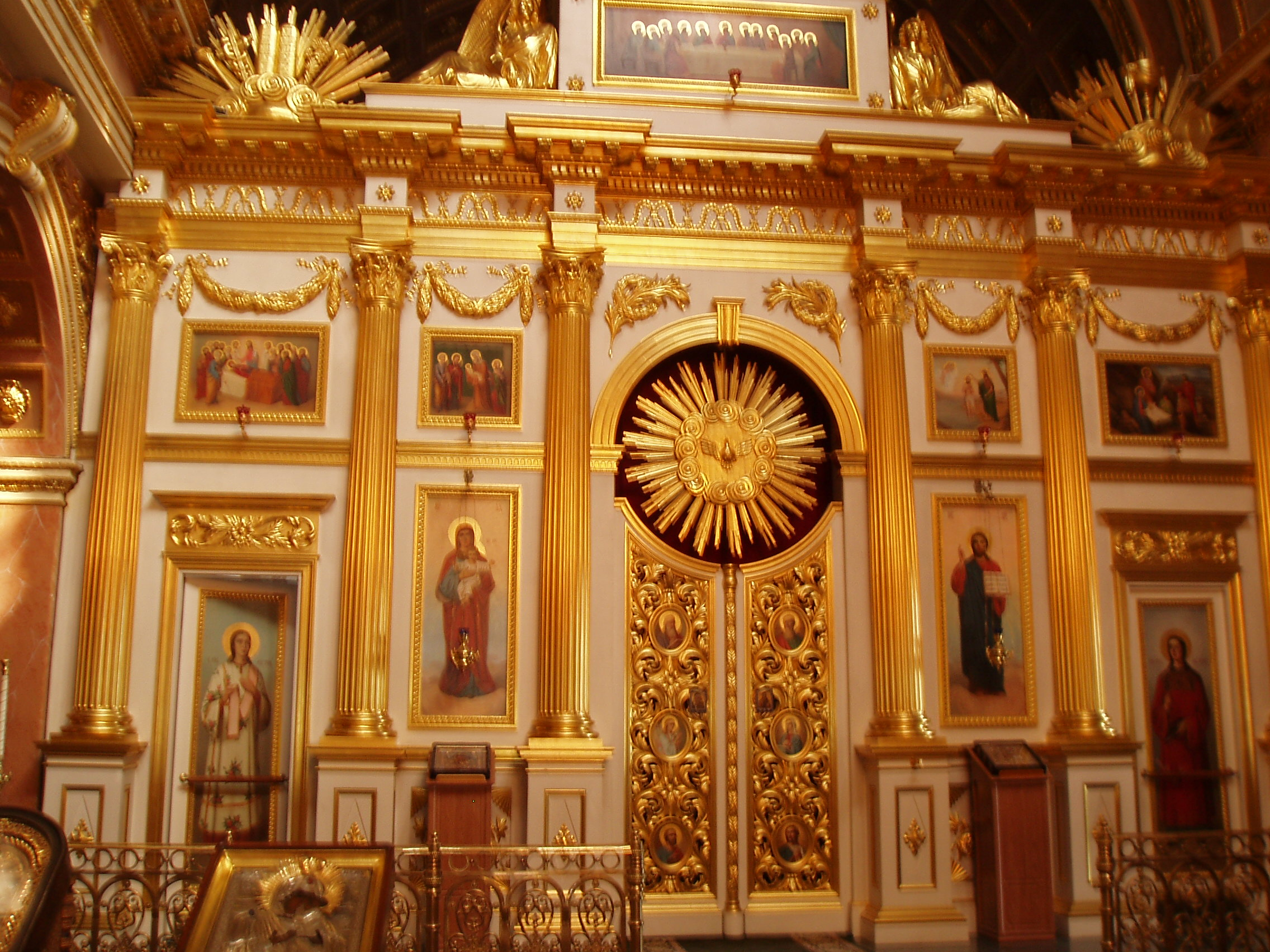
Воссозданный иконостас главного алтаря

В третьем ярусе, на завороте от «Тайной вечери», были помещены: справа — образа апостолов Матфея и Иакова Алфеева; слева — апостолов Иакова и Фомы. В четвёртом ярусе иконостаса, над «Тайной вечерей», были размещены образа апостолов Иоанна Богослова, Петра, Павла и Андрея. Рядом с ними, на заворотах иконостаса: справа — апостолов Варфоломея и Филиппа; слева — апостолов Симона и Иуды Иаковлева. Во фронтоне иконостаса размещалось круглое изображение Нерукотворного Образа Спасителя.
Перечисленные выше образа создал Михаил Скотти, а иконы местного ряда иконостаса писали уже другие мастера. Среди примечательных местных икон имелось два образа, написанных санкт-петербургским иконописцем Макарием Пешехоновым: Христа Спасителя, сидящего на престоле, и Божией Матери с Предвечным Младенцем, сидящей на престоле. Иконы были украшены золочёными осыпанными драгоценными камнями и жемчугом венцами, пожертвованными московским фабрикантом Гущиным.
Иконостас собора был утрачен в советское время. Его реставрация началась в 1990-х годах, методом воссоздания. Работы были завершены в ноябре 2005 года.

##### Придельные иконостасы

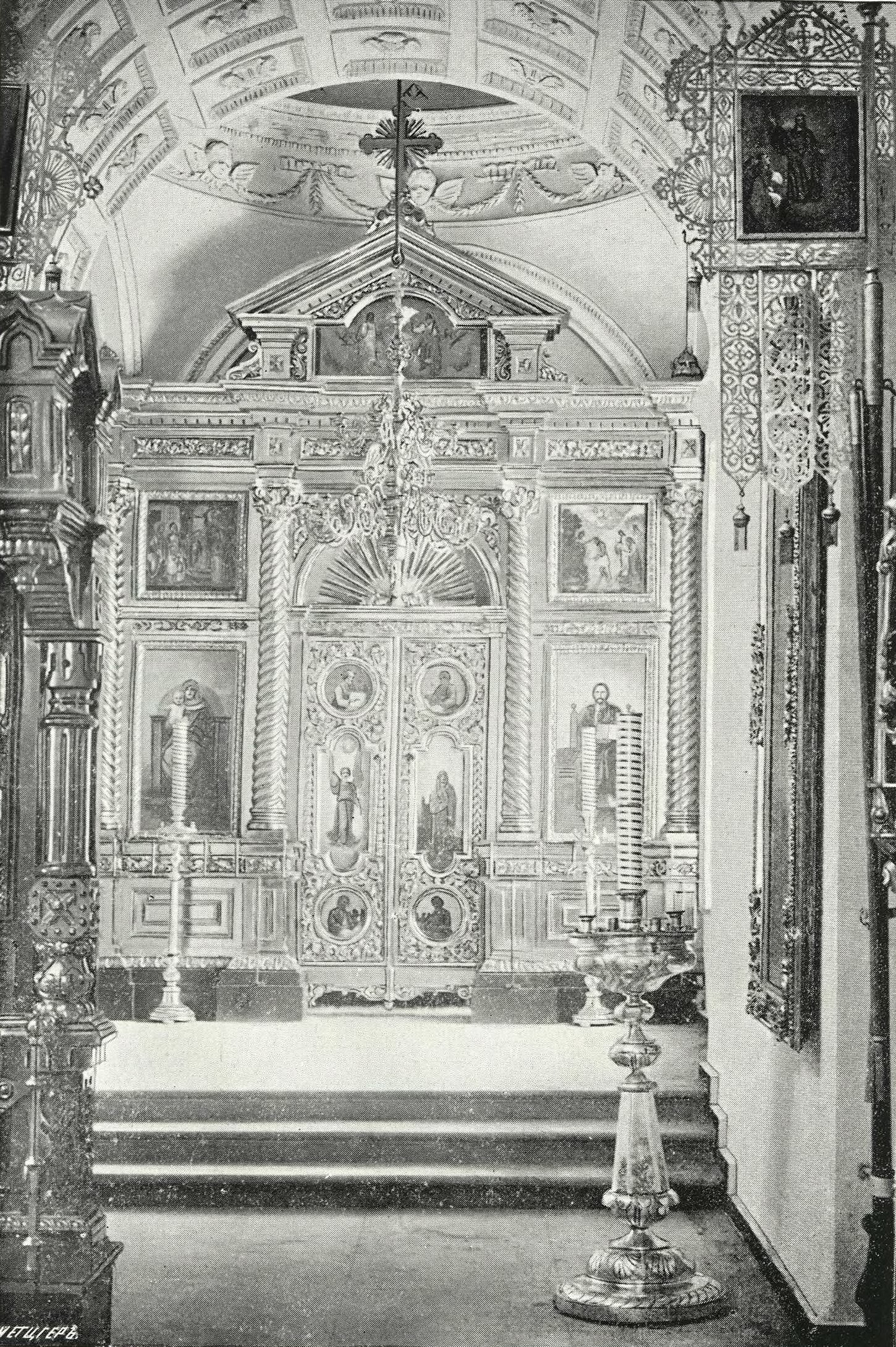
Иконостас Макарьевского придела 1897 года

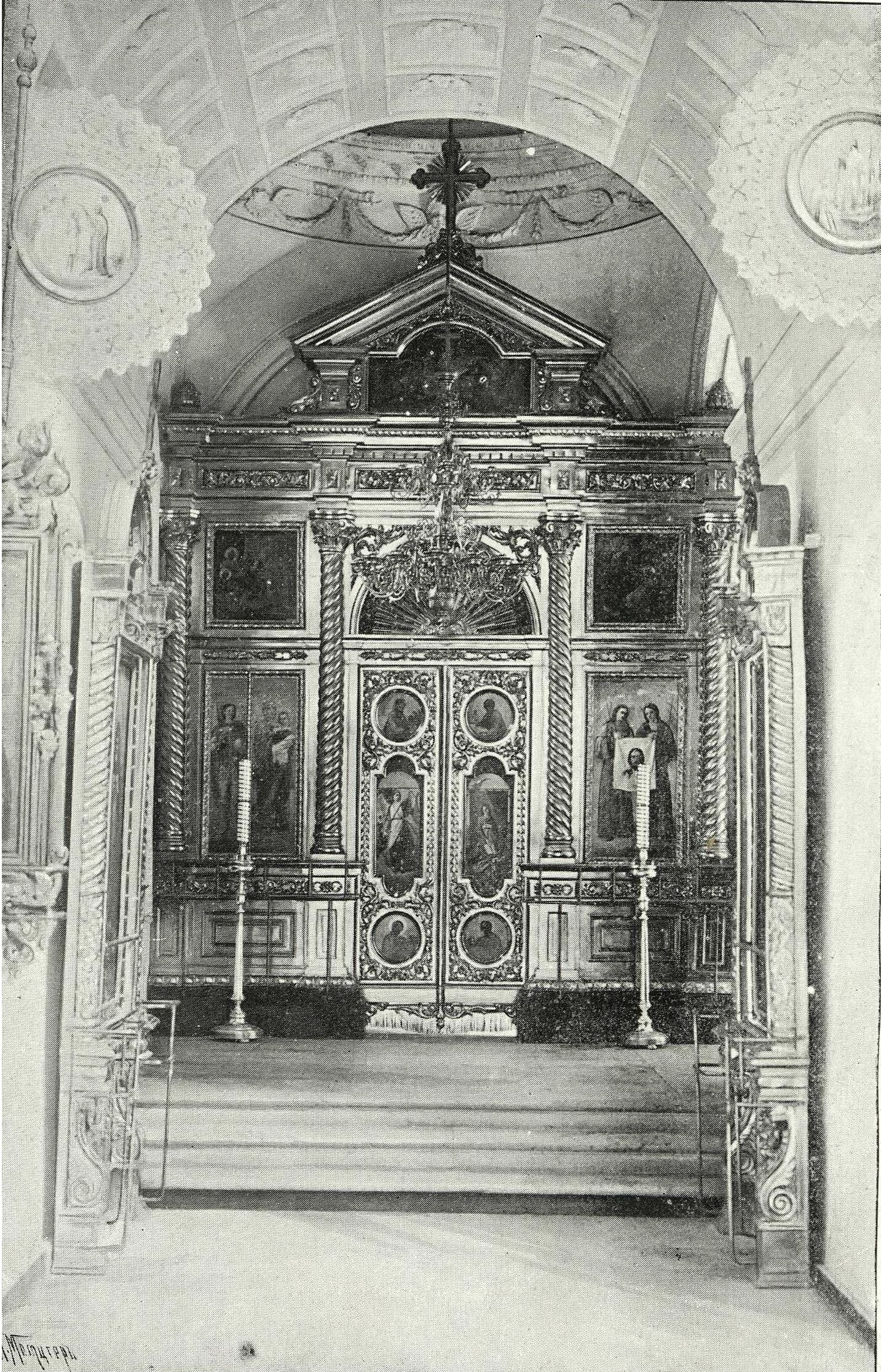
Иконостас Александро-Невского придела 1897 года

Два придельных иконостаса, установленных при поддержке губернатора Урусова между 1847 и 1851 годами, к концу XIX века окончательно обветшали из-за сырости. В 1897 году, усердием церковного старосты Александра Долгова, были установлены два новых иконостаса, спроектированных нижегородским гражданским архитектором Александром Плотниковым. Идентичные по формам, выполненные из сосны в мастерских нижегородского Кулибинского ремесленного училища, сооружения имели по два яруса с фронтоном, по четыре витые колонны с капителями, установленными на пьедесталы, и резные царские врата. Фоны иконостасов местами были украшены накладной резьбой по дереву; колонны, резьба и фоны — позолочены.
Часть икон для иконостасов написал академик Андрей Карелин в 1897 году. В правом, Макарьевском приделе: образ Благовещения Богородицы на царских вратах, икона Господа Вседержителя, сидящего на престоле, и икона Пресвятой Богородицы с Предвечным Младенцем. В левом, Александро-Невском приделе: образ Благовещения Пресвятой Богородицы на царских вратах, икона Нерукотворного Образа Спасителя, держимого Ангелами, икона Пресвятой Богородицы с Предвечным Младенцем и икона Архангела Михаила на северной двери.
Остальные иконы, взятые из прежних придельных иконостасов, принадлежали кисти проживавшего в Нижнем Новгороде палехского иконописца Дмитрия Салабанова.

## Святыни
В дореволюционное время, в связи с особенным статусом ярмарочного собора, в нём находилось несколько особо почитаемых икон, дарованных купцами и иными верующими различных городов и губерний. Шуйские и ивановские купцы Владимирской губернии даровали в собор икону Божией Матери, с предстоящими угодниками Божьими Иоанном Предтечей, пророком Ильёй, преподобным Василием Парийским, мучениками Деомидом и Иоанном Воином, князьями Борисом и Глебом. Общество хоругвеносцев Сергиева Посада внесло в собор икону преподобного Сергия Радонежского; казанское купечество — икону святителей Гурия, Варсонофия и Германа, казанских чудотворцев. Московское купечество пожаловало Иверскую икону Божией Матери; ростовское купечество — икону Угодников Божьих Ростовских чудотворцев Леонтия, Игнатия, Иакова, Димитрия и других; каргопольцы — особенно чтимый ими образ преподобного Александра, Ошевенского Чудотворца, основателя Ошевенского монастыря близ Каргополя. Вологодский купец Константин Немчинов пожаловал икону преподобных Зосимы и Савватия, соловецких чудотворцев.
Ярославским купечеством в собор были внесены особенно чтимые им Толгская икона Божией Матери и икона святых благоверных князей, почивающих в городе Ярославле: Фёдора и чад его Давида и Константина, братьев Василия и Константина и царевича Дмитрия Углицкого; санкт-петербургским купечеством — икона Александра Невского; сибирским купечеством — икона святого Иннокентия, иркутского чудотворца. Костромским купечеством была внесена особо чтимая им икона Пресвятой Богородицы Феодоровская Костромская; тверским купечеством — икона епископа Арсения и князя Михаила Тверского; галичским купечеством — икона Пресвятой Богородицы Галичская и Новоезерская и преподобных отцов Кирилла Новоезерского, Паисия Галичского, Макария Желтоводского, Григория Пельшемского, Авраамия Галичского и Геннадия Костромского и Любимоградского; воронежским купечеством — образ святителя и чудотворца Митрофана Воронежского.
В настоящее время в соборе находятся особо чтимые иконы Пресвятой Богородицы «Всех скорбящих Радость» и Нерукотворного Образа Спасителя, а также иконы с частицами мощей: князей Георгия Всеволодовича, Александра Невского, преподобного Серафима Саровского, святителя Петра Московского и святого Алексия Бортсурманского.